# Willem van Boven
Willem van Boven (Heinkenszand, 17 maart 1869 – Loosduinen, 7 september 1940) was een Nederlands architect, tekenaar en ambtenaar.

## Levensloop
Hij was een kind van de arts Hendrik Willem van Boven en Elizabeth Johanna Ritmeester. In 1895 wordt hij vermeld als architect in Groningen. Omstreeks 1896 vestigde hij zich in Amsterdam. Hier werd hij lid en later vicevoorzitter van het architectuurgenootschap Architectura et Amicitia. Op 18 november 1897 trouwde hij in Amsterdam met Berendina Maris, dochter van de architect Jan Maris en Maria Elisabeth Coers. In 1902 vestigde het gezin Van Boven-Maris zich in Den Haag, waar Van Boven aangesteld werd als inspecteur van de Dienst Volkshuisvesting voor het ambtsgebied Zuid-Holland en Zeeland. In 1903 vond in Amsterdam een tentoonstelling plaats met een door Van Boven ontworpen koninklijk paleis in Amsterdam. Van 1902 tot 1930 was hij voorzitter van de afdeling kunstindustrie van de Haagse Kunstkring. Op 1 oktober 1935 werd hij als inspecteur volkshuisvesting eervol ontslagen. Van Boven was officier in de Orde van Oranje-Nassau. Zijn zoon, Hendrik Willem van Boven, was ook architect.

## Werk
Van Boven ontwierp gebouwen en monumenten. In 1897 won hij de eerste prijs in een prijsvraag voor een affiche uitgeschreven door de Vereniging voor Vreemdelingenverkeer Nijmegen Vooruit!
- Biografisch Portaal: 00657127
- RKD-Nederlands Instituut voor Kunstgeschiedenis: 216080